# 亂世エロイカ
「亂世エロイカ」（らんせエロイカ）は、日本の音楽ユニット・ALI PROJECTの28作目のシングル。2010年7月14日にMellow Headよりリリースされた。

## 概要
前作「堕天國宣戦」から約9ヶ月ぶりのリリースとなる2010年1作目のシングル。Mellow Headレーベルからは最後のシングルとなった。
『亂世エロイカ』は、PSP用ゲーム『Fate/EXTRA』のテーマソングになっている。
「エロイカ＝Eroica」とは、イタリア語で「英雄的」の意。
キャッチコピー は「死ニ急ゲ 生キルナラ 魂ガ司ル 君ガ胸 戦場」。

## 収録曲
（全作詞：宝野アリカ、作曲・編曲：片倉三起也）
1. 亂世エロイカ [4:46]
  - PSPゲーム『Fate/EXTRA』テーマソング
  - ラストにBIG FISH AUDIOの『SYMPHONIC MANOEUVRES 2』より「04 165 Gm-Am」が利用されている。
2. 腕 kaina [4:46]
3. 亂世エロイカ （instrumental）
4. 腕 kaina （instrumental）